# 崔宜平
崔宜平（1915年—1942年2月25日），原名近波，河南兰考县城关镇范楼村人。中国近代政治人物。

## 生平
1921年入兰封县城小学读书，后考入开封中学。1932年考取北京大学法商学院预科，后入朝阳大学。因参加抗日救亡活动，以政治嫌疑犯逮捕入狱，狱中患病经保释出狱。1935年回籍治病，后去郑州与朋友创办精业中学，但不久因进行抗日活动，学校被查封。1937年七七事变后加入中国共产党。抗日战争期间，到山东第一巡回抗日宣传队工作。1938年底，调到八路军山东总队第六军分区（泰西分区）第一团任一营教导员。1939年10月，泰安（西）县抗日民主政府成立，他担任秘书（县长武声成），1940年冬离职。1941年1月，担任东平县抗日民主政府县长。1942年，崔宜平带领民主抗日政府干部20人，到李园村开展工作。2月24日早晨，突然遭到日军、伪军孙锡九部及等300多人的包围，崔宜平腿部受伤。2月25日，崔宜平在最后突围时，自杀阵亡，时年27岁。死后葬于东平烈士陵园。